# Provincie Šima

Mapa japonských provincií se zvýrazněnou provincií Šima

Provincie Šima (japonsky: 志摩国; Šima no kuni) nazývaná také Šišú (志州) byla stará japonská provincie ležící na poloostrově v jihovýchodní části dnešní prefektury Mie. Šima byla součástí regionu Tókaidó a sousedila s provincií Ise. Byla rovněž nejmenší japonskou provincií.
Šima byla prosperující rybářskou oblastí a během období Nara byli místní guvernéři odpovědní za každoroční dary ryb císaři. Hlavním městem provincie byla Toba, ačkoliv během období Sengoku malou Šimu většinou ovládali daimjóové z větší provincie Ise.